# Tamanasri (Pringkuku)
Tamanasri is een bestuurslaag in het regentschap Pacitan van de provincie Oost-Java, Indonesië. Tamanasri telt 2322 inwoners (volkstelling 2010).